# フォン・デア・ライエン委員会

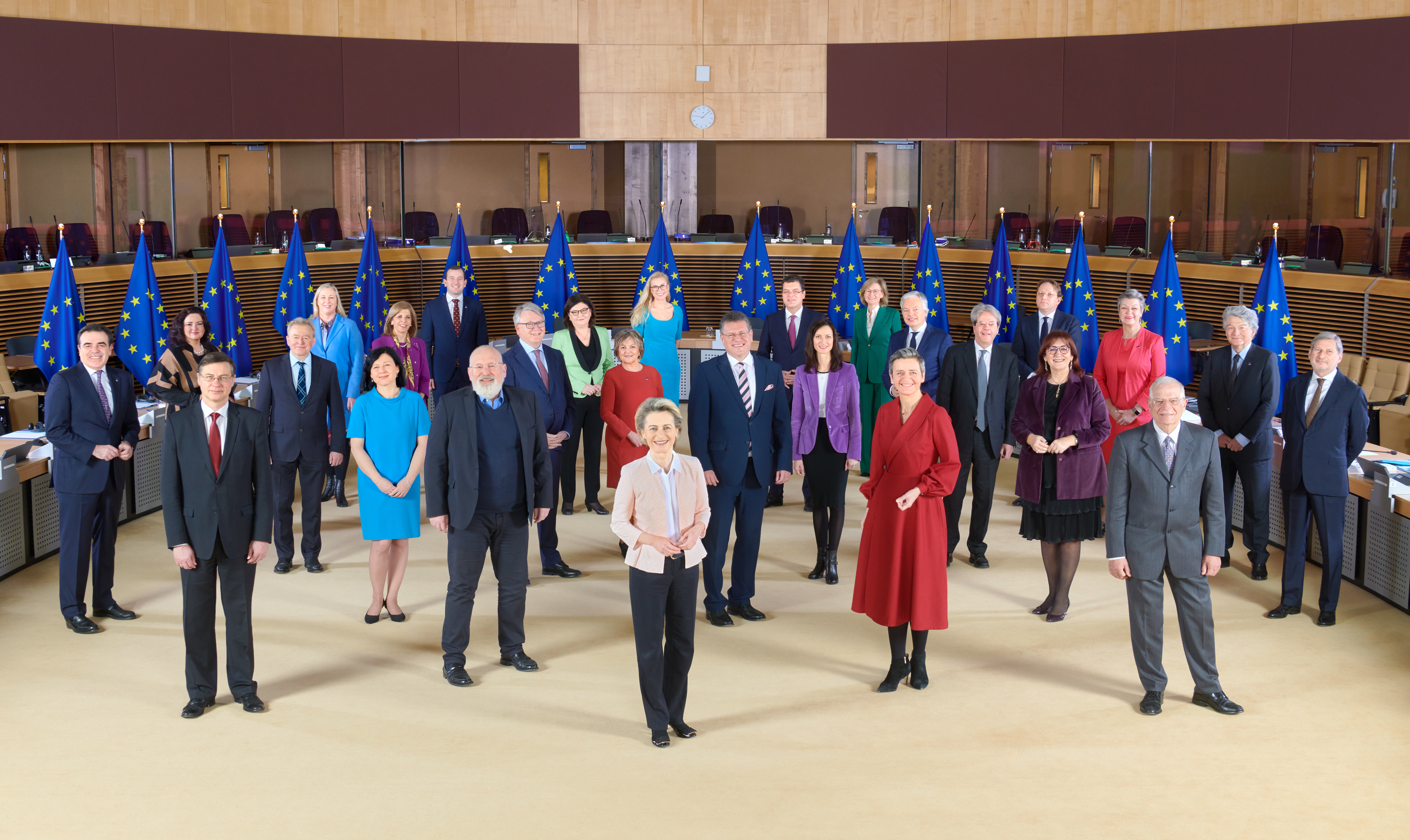
フォン・デア・ライエン委員長と各委員（2021年）

フォン・デア・ライエン委員会（フォン・デア・ライエンいいんかい、英語: Von der Leyen Commission）は、ウルズラ・フォン・デア・ライエンを委員長として2019年12月1日に発足した欧州委員会である。委員長の出身国であるドイツ以外の各加盟国から1人ずつ選ばれた委員によって構成される（ただしEUからの離脱が予定されていたイギリスは委員を推薦していない）。

## 沿革
2019年7月16日に開かれた欧州議会で、過半数の374票をわずかに上回る383票の賛成を得てウルズラ・フォン・デア・ライエンを次期欧州委員会委員長にすることが承認された。9月10日には、イギリスを除く各加盟国から1人ずつ選ばれた次期委員の名簿が公表。12月1日にEUの新体制として、フォン・デア・ライエン委員会が正式に発足した。
2020年8月26日、新型コロナウイルスに関連したアイルランド国内の行動制限令に反してゴルフクラブに出席していたとして批判を受けていた、通商担当委員（同国代表）のフィル・ホーガンが辞任。後任として10月7日にメイリード・マクギネスが就任した。
2023年5月15日、ブルガリア代表のマリヤ・ガブリエルが国内で新政権が発足したためイノベーション・青少年担当委員を辞任。後任にはイリヤナ・イヴァノヴァがブルガリアから推薦され、9月19日に欧州議会での承認を経て任命された。
2023年8月22日、オランダ代表のフランス・ティンメルマンスが11月にひかえていた総選挙の首相候補となったことから上級副委員長兼欧州グリーンディール担当委員を辞任。後任にはウォプケ・フックストラがオランダから推薦され、10月9日に欧州議会での承認を経て任命された。

## 委員名簿
| 職名 | 肖像 | 氏名                             | 国籍           | 所属政党 | 所属政党                                        |
| --- | ---- | -------------------------------- | -------------- | -------- | ----------------------------------------------- |
| 委員長 |      | ウルズラ・フォン・デア・ライエン | ドイツ         |          | 欧州人民党 キリスト教民主同盟                   |
| 上級副委員長 |      | マルグレーテ・ベステアー         | デンマーク     |          | 欧州自由民主同盟 ラディケーリ                   |
| デジタル関連・競争政策担当委員                                                                                        |      | マルグレーテ・ベステアー         | デンマーク     |          | 欧州自由民主同盟 ラディケーリ                   |
| 上級副委員長 |      | ヴァルディス・ドンブロウスキス   | ラトビア       |          | 欧州人民党 統一                                 |
| 社会対話・金融安定担当委員                                                                                            |      | ヴァルディス・ドンブロウスキス   | ラトビア       |          | 欧州人民党 統一                                 |
| 副委員長 |      | ジョセップ・ボレル               | スペイン       |          | 欧州社会党 スペイン社会労働党                   |
| 外務・安全保障政策上級代表                                                                                            |      | ジョセップ・ボレル               | スペイン       |          | 欧州社会党 スペイン社会労働党                   |
| 副委員長 |      | マロシュ・シェフチョビッチ       | スロバキア     |          | 欧州社会党 方向・社会民主主義                   |
| EU機構関係・将来展望担当委員                                                                                          |      | マロシュ・シェフチョビッチ       | スロバキア     |          | 欧州社会党 方向・社会民主主義                   |
| 副委員長 |      | ベラ・ヨウロバー                 | チェコ         |          | 欧州自由民主同盟 ANO 2011                       |
| 価値・透明性担当委員                                                                                                  |      | ベラ・ヨウロバー                 | チェコ         |          | 欧州自由民主同盟 ANO 2011                       |
| 副委員長 |      | マルガリティス・シナス           | ギリシャ       |          | 欧州人民党 新民主主義党                         |
| 欧州生活様式推進担当委員                                                                                              |      | マルガリティス・シナス           | ギリシャ       |          | 欧州人民党 新民主主義党                         |
| 副委員長 |      | ドゥブラフカ・シュイカ           | クロアチア     |          | 欧州人民党 クロアチア民主同盟                   |
| 民主主義・人口問題担当委員                                                                                            |      | ドゥブラフカ・シュイカ           | クロアチア     |          | 欧州人民党 クロアチア民主同盟                   |
| 予算・総務担当委員 |      | ヨハネス・ハーン                 | オーストリア   |          | 欧州人民党 オーストリア国民党                   |
| 法務・法の支配担当委員                                                                                                |      | ディディエ・レンデルス           | ベルギー       |          | 欧州自由民主同盟 改革運動                       |
| イノベーション・研究・文化・教育・青少年担当委員                                                                      |      | イリヤナ・イヴァノヴァ           | ブルガリア     |          | 欧州人民党 ヨーロッパ発展のためのブルガリア市民 |
| 保健衛生担当委員 |      | ステラ・キリヤキデス             | キプロス       |          | 欧州人民党 民主運動党                           |
| エネルギー担当委員 |      | カドリ・シムソン                 | エストニア     |          | 欧州自由民主同盟 中央党                         |
| 国際協力担当委員 |      | ユッタ・ウルピライネン           | フィンランド   |          | 欧州社会党 フィンランド社会民主党               |
| 域内市場・産業・デジタル単一市場担当委員                                                                              |      | ティエリー・ブルトン             | フランス       |          | 無所属                                          |
| 欧州近隣政策・拡大交渉担当委員                                                                                        |      | オリベル・バルヘリ               | ハンガリー     |          | 欧州人民党 フィデス＝ハンガリー市民同盟         |
| 通商担当委員 |      | メイリード・マクギネス           | アイルランド   |          | 欧州人民党 フィナ・ゲール                       |
| 経済担当委員 |      | パオロ・ジェンティローニ         | イタリア       |          | 欧州社会党 民主党                               |
| 環境・海洋・漁業担当委員                                                                                              |      | ヴィルギニユス・シンケヴィチュス | リトアニア     |          | リトアニア農民・緑の連合                        |
| 雇用・社会権担当委員                                                                                                  |      | ニコラス・シュミット             | ルクセンブルク |          | 欧州社会党 ルクセンブルク社会主義労働者党       |
| 機会均等担当委員 |      | ヘレナ・ダリ                     | マルタ         |          | 欧州社会党 労働党                               |
| 気候変動対策担当委員                                                                                                  |      | ウォプケ・フックストラ           | オランダ       |          | 欧州人民党 キリスト教民主アピール               |
| 農業担当委員 |      | ヤヌシュ・ボイチェホフスキ       | ポーランド     |          | 欧州保守改革党 法と正義                         |
| 経済収斂・社会改革担当委員                                                                                            |      | エリサ・フェレイラ               | ポルトガル     |          | 欧州社会党 社会党                               |
| 運輸担当委員 |      | アディナ＝イオアナ・バレアン     | ルーマニア     |          | 欧州人民党 国民自由党                           |
| 危機管理担当委員 |      | ヤネス・レナルチッチ             | スロベニア     |          | 無所属                                          |
| 内務担当委員 |      | イルヴァ・ヨハンソン             | スウェーデン   |          | 欧州社会党 スウェーデン社会民主労働党           |
| 出典：JETROホームページ・EUの政治体制、European Commission 2019–2024 Allocation of portfolios and supporting services |      |                                  |                |          |                                                 |